# Mahei (jezik)
Mahei jezik (ISO 639-3: mja; povučen; isto nazivan i mahe, mabe), ime koje je dano jeziku čije postojanje se u kineskoj provinciji Yunnan danas vodi kao neutvrđeno. Navodi ga jezikoslovac Dave Thomas (1953) citirajući ga u jednom etnonimu kojega 1949. spominje neki ne-jezikoslovac. Kako nije pronađen nikakav dokaz o njegovom postojanju, a u originalu se i ne spominje kao poseban jezik, njegov se identifikator povlači iz upotrebe.
Ethnologue 14th i 15th. klasificirali su ga skupini akha, uz komentar etnička grupa ili dijalekt jezika hani ili akha, a kao zemlju navode Burmu. Ethnologie 16th komentira da je možda identičan s lolo [llb] i brojno stanje od 12 000.

## Vanjske poveznice
- Ethnologue (14th)
- The Mahei Language